# Roc Negre (Lles de Cerdanya)
El Roc Negre és una muntanya de 2.619 metres que es troba al municipi de Lles de Cerdanya, a la comarca de la Baixa Cerdanya.